# طول السكون
يشير الطول الحرج Proper length  أو طول السكون rest length  إلى طول كائن ما في حالة السكون.
يعد قياس الأطوال أكثر تعقيدًا في النظرية النسبية منه في الميكانيكا الكلاسيكية. في الميكانيكا الكلاسيكية، يتم قياس الأطوال بناءً على افتراض أن مواقع جميع النقاط المعنية يتم قياسها في وقت واحد. لكن في نظرية النسبية، تعتمد فكرة التزامن على المراقب.
هناك مصطلح مختلف هو المسافة الحرجة، يوفر مقياسًا ثابتًا تكون قيمته هي نفسها لجميع المراقبين.
المسافة الحرجة هي مماثلة للوقت الحرج proper time. الفرق هو أن المسافة الحرجة يتم تعريفها بين حدثين مفصولين عن بعضها البعض (أو على طول مسار شبيه بالفضاء)، بينما يتم تعريف الوقت الحرج بين حدثين مفصولين عن نفس الوقت (أو على طول مسار يشبه الوقت).

## الطول الحرج أو طول السكون
الطول الحرج  أو طول السكون  لكائن ما هو طول الكائن الذي يقيسه المراقب والذي يكون في حالة سكون بالنسبة إليه، وذلك بتطبيق قضبان القياس القياسية على الكائن. لا يجب أن يكون قياس نقاط النهاية الخاصة بالكائن في وقت واحد، لأن نقاط النهاية تكون دائمًا في وضع سكون في نفس المواضع في الإطار الساكن للكائن، لذا فهي مستقلة عن التغير في الزمن Δt. هذا الطول يُعطى بواسطة:
{\displaystyle L_{0}=\Delta x}.
ومع ذلك، في الإطارات المتحركة نسبيًا، يجب قياس نقاط النهاية الخاصة بالكائن في وقت واحد، نظرًا لأنها تُغيير موضعها باستمرار. الطول الناتج هو أقصر من طول السكون، ويُعطى عن طريق صيغةانكماش الطول (حيث γ هي مُعامل لورينتز):
{\displaystyle L={\frac {L_{0}}{\gamma }}}.
بينما مسافة السكون بين حدثين اختياريين يحدثان في نقاط النهاية لنفس الكائن تُعطى بواسطة:
{\displaystyle \Delta \sigma ={\sqrt {\Delta x^{2}-c^{2}\Delta t^{2}}}}.
لذلك Δσ يعتمد على Δt، بينما (كما هو موضح أعلاه) يمكن قياس طول السكون للكائن L0 بشكل مستقل عن Δt. ويترتب على ذلك أن Δσ وL0، عند قياسهما عند نقاط النهاية الخاصة بالكائن نفسه، تتفقان مع بعضهما البعض فقط عندما تكون أحداث القياس متزامنة في الإطار الساكن للكائن بحيث تكون Δt صفراً. كما أوضح فينجولد:
ص. 407: «لاحظ أن المسافة الحرجة بين حدثين عموما ليست هي نفسها الطول الحرج للكائن. فلنفرض وجود قضيب صلب ثابت طوله الساكن l0. إذا كنت في الإطار الساكن K0 للقضيب وتريد قياس طوله، فيمكنك القيام بذلك عن طريق تحديد نقاط النهاية الخاصة به أولاً. وليس من الضروري أن تضع علامة عليها في وقت واحد في K0. يمكنك وضع علامة على طرف واحد الآن (في لحظة t1) والطرف الآخر لاحقًا (في لحظة t2) في K0، ثم قياس المسافة بين العلامات. يمكننا حتى النظر في هذا القياس كتعريف ممكن للطول الحرج. من وجهة نظر الفيزياء التجريبية، يشترط أن تكون العلامات في وقت واحد زائدة عن الحاجة لكائن ثابت ذو شكل وحجم ثابت، ويمكن في هذه الحالة إسقاطها من هذا التعريف. بما أن القضيب ثابت في K0، فإن المسافة بين العلامات هي الطول الحرج للقضيب بغض النظر عن الفاصل الزمني بين العلامتين. لكنها ليست المسافة الحرجة بين أحداث العلامات إذا لم يتم عمل العلامات في نفس الوقت في K0.»

## المسافة الحرجة بين حدثين في مساحة مسطحة
في النسبية الخاصة، تكون المسافة الحرجة بين حدثين مفصولين بالفضاء هي المسافة بين الحدثين، كما تم قياسها في إطار مرجعي بالقصور الذاتي تكون فيه الأحداث متزامنة. في مثل هذا الإطار المحدد، يتم إعطاء المسافة بواسطة
{\displaystyle \Delta \sigma ={\sqrt {\Delta x^{2}+\Delta y^{2}+\Delta z^{2}}}} ،
حيث
- Δx ، Δy ، Δz هي اختلافات في الإحداثيات الخطية ، المتعامدة ، المكانية للحدثين.

يمكن إعطاء التعريف بالتناظر فيما يتعلق بأي إطار مرجعي بالقصور الذاتي (دون اشتراط أن تكون الأحداث متزامنة في ذلك الإطار) بواسطة
{\displaystyle \Delta \sigma ={\sqrt {\Delta x^{2}+\Delta y^{2}+\Delta z^{2}-c^{2}\Delta t^{2}}}} ،
حيث
- Δt هي الفرق في الإحداثيات الزمنية للحدثين ، و
- c هي سرعة الضوء.

الصيغتان متكافئتان بسبب ثبات فواصل الزمكان، وحيث أن Δt = 0 بالضبط عندما تكون الأحداث متزامنة في الإطار المحدد.
يتم فصل حدثين على شكل spacelike إذا وفقط إذا كانت الصيغة أعلاه تعطي قيمة حقيقية غير صفرية لـ Δσ.

## المسافة الحرجة على طول مسار
تفترض الصيغة أعلاه للمسافة الحرجة بين حدثين أن وقت الفضاء الذي يحدث فيه الحدثان مسطح. وبالتالي، لا يمكن بشكل عام استخدام الصيغة المذكورة أعلاه في النسبية العامة، والتي يتم فيها النظر في أوقات الفضاء المنحنية. ومع ذلك، من الممكن تحديد المسافة الحرجة على طول مسار في أي وقت، منحني أو مسطح. في وقت فراغ مسطح، تكون المسافة الحرجة بين حدثين هي المسافة الحرجة على طول مسار مستقيم بين الحدثين. في وقت منحنٍ، قد يكون هناك أكثر من مسار مستقيم (جيوديسي) بين حدثين، وبالتالي فإن المسافة الحرجة على طول مسار مستقيم بين حدثين لن تحدد بشكل فريد المسافة الحرجة بين الحدثين.
على طول مسار اختياري spacelike P ، يتم إعطاء المسافة الحرجة في بناء جملة الموتر بواسطة التكامل الخطي
{\displaystyle L=c\int _{P}{\sqrt {-g_{\mu \nu }dx^{\mu }dx^{\nu }}}} ،
حيث
- gμν هي الموتر المتري للزمكان الحالي وتنسيق رسم الخرائط، و
- dxμ هي الفاصل الإحداثي بين الأحداث المجاورة على طول المسار P.

في المعادلة أعلاه، من المفترض أن يستخدم الموتر المتري توقيع +−−−، ويفترض أنه تم تطبيعه لإرجاع وقت بدلاً من المسافة. يجب إسقاط علامة − في المعادلة مع الموتر المتري ويستخدم بدلاً من ذلك التوقيع المتري −+++. أيضا، يجب إسقاط {\displaystyle c} مع الموتر المتري الذي تم ضبطه لاستخدام مسافة، أو يستخدم وحدات هندسية.